# (257248) Chouchiehlun
(257248) Chouchiehlun – planetoida pasa głównego. Została odkryta 20 marca 2009 w ramach programu LUSS. (257248) Chouchiehlun okrąża Słońce w ciągu 3,64 roku w średniej odległości 2,36 j.a.
Planetoidzie tej nadano nazwę pochodzącą od jednego z najbardziej znanych muzyków tajwańskich Jaya Chou (ur. 1979 r.).
Planetoida ta nosiła wcześniej tymczasowe oznaczenie 2009 FA19.